# Tour de Wallonie 2024
La 51e édition du Tour de Wallonie, officiellement Ethias Tour de Wallonie 2024, une course cycliste par étapes masculine sur route, a lieu en Belgique du 22 au 26 juillet 2024. L'épreuve est disputée sur 934 kilomètres à travers la Wallonie en cinq étapes en ligne  entre Tournai et Thuin. Elle fait partie du calendrier UCI ProSeries 2024 (deuxième niveau mondial) en catégorie 2.Pro.

## Parcours
Malgré des profils assez vallonnés, les deux premières étapes pourraient convenir à des sprinteurs. La 3e étape est l'étape reine avec une arrivée à La Roche-en-Ardenne et, dans son circuit final, deux ascensions du col de Haussire : une montée de 4,1 kilomètres en trois rampes à 7,8 % de moyenne. La 4e étape emprunte une partie de la classique Liège-Bastogne-Liège en grimpant la côte des Forges et la côte de la Redoute. La dernière étape se clôture par une quadruple ascension du Mur de Thuin.

## Équipes participantes
| WorldTeams (9)- Alpecin-Deceuninck - Arkéa-B&B Hotels - Decathlon-AG2R La Mondiale - Groupama-FDJ - Intermarché-Wanty - Lidl-Trek - Movistar Team - Red Bull-Bora-Hansgrohe - Team Visma \| Lease a Bike ProTeams (7)- Bingoal WB - Israel-Premier Tech - Lotto Dstny - Team Flanders-Baloise - TotalEnergies - Tudor Pro Cycling Team - Uno-X Mobility Équipe continentale- Baloise Trek Lions Équipe de cyclo-cross- Pauwels Sauzen-Bingoal |
| |

## Étapes
| Étape     | Date      | Villes étapes               | type            | Distance (km) | Vainqueur d'étape | Leader du classement général |
| --------- | --------- | --------------------------- | --------------- | ------------- | ----------------- | ---------------------------- |
| 1re étape | 22 juill. | Tournai – Fleurus           | étape de plaine | 178,6         | Jordi Meeus       | Jordi Meeus                  |
| 2e étape  | 23 juill. | Saint-Ghislain – Ouffet     | étape de plaine | 188,25        | Corbin Strong     | Corbin Strong                |
| 3e étape  | 24 juill. | Arlon – La Roche-en-Ardenne | étape vallonnée | 194           | Markus Hoelgaard  | Corbin Strong                |
| 4e étape  | 25 juill. | Verviers – Herve            | étape vallonnée | 187           | Matteo Trentin    | Matteo Trentin               |
| 5e étape  | 26 juill. | Mouscron – Thuin            | étape de plaine | 192           | Samuel Watson     | Matteo Trentin               |

## Déroulement de la course

### 1reétape
| \| Classement de l'étape \| Classement de l'étape \| Classement de l'étape \| Classement de l'étape \| Classement de l'étape \| \| Coureur \| Coureur \| Pays \| Équipe \| Temps \| \| --------------------- \| --------------------- \| --------------------- \| -------------------------- \| --------------------- \| \| 1er \| Jordi Meeus \| Belgique \| Red Bull-Bora-Hansgrohe \| 4 h 03 min 11 s \| \| 2e \| Madis Mihkels \| Estonie \| Intermarché-Wanty \| + 0 s \| \| 3e \| Paul Penhoët \| France \| Groupama-FDJ \| + 0 s \| \| 4e \| Mick van Dijke \| Pays-Bas \| Team Visma \\| Lease a Bike \| + 0 s \| \| 5e \| Émilien Jeannière \| France \| TotalEnergies \| + 0 s \| \| 6e \| Pierre Gautherat \| France \| Decathlon-AG2R La Mondiale \| + 0 s \| \| 7e \| Jesse Kramer \| Pays-Bas \| Team Visma \\| Lease a Bike \| + 0 s \| \| 8e \| Lilian Calmejane \| France \| Intermarché-Wanty \| + 0 s \| \| 9e \| Luca Van Boven \| Belgique \| Bingoal WB \| + 0 s \| \| 10e \| Florian Vermeersch \| Belgique \| Lotto Dstny \| + 0 s \| |                    |          |                            |                 |
| |                    |          |                            |                 |
| Source : ProCyclingStats |                    |          |                            |                 |
| Classement de l'étape |                    |          |                            |                 |
| Coureur | Coureur            | Pays     | Équipe                     | Temps           |
| 1er | Jordi Meeus        | Belgique | Red Bull-Bora-Hansgrohe    | 4 h 03 min 11 s |
| 2e | Madis Mihkels      | Estonie  | Intermarché-Wanty          | + 0 s           |
| 3e | Paul Penhoët       | France   | Groupama-FDJ               | + 0 s           |
| 4e | Mick van Dijke     | Pays-Bas | Team Visma \| Lease a Bike | + 0 s           |
| 5e | Émilien Jeannière  | France   | TotalEnergies              | + 0 s           |
| 6e | Pierre Gautherat   | France   | Decathlon-AG2R La Mondiale | + 0 s           |
| 7e | Jesse Kramer       | Pays-Bas | Team Visma \| Lease a Bike | + 0 s           |
| 8e | Lilian Calmejane   | France   | Intermarché-Wanty          | + 0 s           |
| 9e | Luca Van Boven     | Belgique | Bingoal WB                 | + 0 s           |
| 10e | Florian Vermeersch | Belgique | Lotto Dstny                | + 0 s           |

| \| Classement général \| Classement général \| Classement général \| Classement général \| Classement général \| \| Coureur \| Coureur \| Pays \| Équipe \| Temps \| \| ------------------ \| ------------------ \| ------------------ \| -------------------------- \| ------------------ \| \| 1er \| Jordi Meeus \| Belgique \| Red Bull-Bora-Hansgrohe \| 4 h 03 min 01 s \| \| 2e \| Madis Mihkels \| Estonie \| Intermarché-Wanty \| + 4 s \| \| 3e \| Paul Penhoët \| France \| Groupama-FDJ \| + 6 s \| \| 4e \| Corbin Strong \| Nouvelle-Zélande \| Israel-Premier Tech \| + 7 s \| \| 5e \| Benoît Cosnefroy \| France \| Decathlon-AG2R La Mondiale \| + 7 s \| \| 6e \| Alex Kirsch \| Luxembourg \| Lidl-Trek \| + 8 s \| \| 7e \| Matteo Trentin \| Italie \| Tudor Pro Cycling Team \| + 8 s \| \| 8e \| Stan Dewulf \| Belgique \| Decathlon-AG2R La Mondiale \| + 9 s \| \| 9e \| Andreas Kron \| Danemark \| Lotto Dstny \| + 9 s \| \| 10e \| Mick van Dijke \| Pays-Bas \| Team Visma \\| Lease a Bike \| + 10 s \| |                  |                  |                            |                 |
| |                  |                  |                            |                 |
| Source : ProCyclingStats |                  |                  |                            |                 |
| Classement général |                  |                  |                            |                 |
| Coureur | Coureur          | Pays             | Équipe                     | Temps           |
| 1er | Jordi Meeus      | Belgique         | Red Bull-Bora-Hansgrohe    | 4 h 03 min 01 s |
| 2e | Madis Mihkels    | Estonie          | Intermarché-Wanty          | + 4 s           |
| 3e | Paul Penhoët     | France           | Groupama-FDJ               | + 6 s           |
| 4e | Corbin Strong    | Nouvelle-Zélande | Israel-Premier Tech        | + 7 s           |
| 5e | Benoît Cosnefroy | France           | Decathlon-AG2R La Mondiale | + 7 s           |
| 6e | Alex Kirsch      | Luxembourg       | Lidl-Trek                  | + 8 s           |
| 7e | Matteo Trentin   | Italie           | Tudor Pro Cycling Team     | + 8 s           |
| 8e | Stan Dewulf      | Belgique         | Decathlon-AG2R La Mondiale | + 9 s           |
| 9e | Andreas Kron     | Danemark         | Lotto Dstny                | + 9 s           |
| 10e | Mick van Dijke   | Pays-Bas         | Team Visma \| Lease a Bike | + 10 s          |

### 2eétape
| \| Classement de l'étape \| Classement de l'étape \| Classement de l'étape \| Classement de l'étape \| Classement de l'étape \| \| Coureur \| Coureur \| Pays \| Équipe \| Temps \| \| --------------------- \| --------------------- \| --------------------- \| ---------------------- \| --------------------- \| \| 1er \| Corbin Strong \| Nouvelle-Zélande \| Israel-Premier Tech \| 4 h 04 min 23 s \| \| 2e \| Émilien Jeannière \| France \| TotalEnergies \| + 0 s \| \| 3e \| Paul Penhoët \| France \| Groupama-FDJ \| + 0 s \| \| 4e \| Alex Kirsch \| Luxembourg \| Lidl-Trek \| + 0 s \| \| 5e \| Natnael Tesfatsion \| Érythrée \| Lidl-Trek \| + 0 s \| \| 6e \| Alec Segaert \| Belgique \| Lotto Dstny \| + 0 s \| \| 7e \| Carlos Canal \| Espagne \| Movistar Team \| + 0 s \| \| 8e \| Matteo Trentin \| Italie \| Tudor Pro Cycling Team \| + 0 s \| \| 9e \| Clément Venturini \| France \| Arkéa-B&B Hotels \| + 0 s \| \| 10e \| Simon Clarke \| Australie \| Israel-Premier Tech \| + 0 s \| |                    |                  |                        |                 |
| |                    |                  |                        |                 |
| Source : ProCyclingStats |                    |                  |                        |                 |
| Classement de l'étape |                    |                  |                        |                 |
| Coureur | Coureur            | Pays             | Équipe                 | Temps           |
| 1er | Corbin Strong      | Nouvelle-Zélande | Israel-Premier Tech    | 4 h 04 min 23 s |
| 2e | Émilien Jeannière  | France           | TotalEnergies          | + 0 s           |
| 3e | Paul Penhoët       | France           | Groupama-FDJ           | + 0 s           |
| 4e | Alex Kirsch        | Luxembourg       | Lidl-Trek              | + 0 s           |
| 5e | Natnael Tesfatsion | Érythrée         | Lidl-Trek              | + 0 s           |
| 6e | Alec Segaert       | Belgique         | Lotto Dstny            | + 0 s           |
| 7e | Carlos Canal       | Espagne          | Movistar Team          | + 0 s           |
| 8e | Matteo Trentin     | Italie           | Tudor Pro Cycling Team | + 0 s           |
| 9e | Clément Venturini  | France           | Arkéa-B&B Hotels       | + 0 s           |
| 10e | Simon Clarke       | Australie        | Israel-Premier Tech    | + 0 s           |

| \| Classement général \| Classement général \| Classement général \| Classement général \| Classement général \| \| Coureur \| Coureur \| Pays \| Équipe \| Temps \| \| ------------------ \| ------------------ \| ------------------ \| -------------------------- \| ------------------ \| \| 1er \| Corbin Strong \| Nouvelle-Zélande \| Israel-Premier Tech \| 8 h 07 min 21 s \| \| 2e \| Jordi Meeus \| Belgique \| Red Bull-Bora-Hansgrohe \| + 3 s \| \| 3e \| Paul Penhoët \| France \| Groupama-FDJ \| + 5 s \| \| 4e \| Émilien Jeannière \| France \| TotalEnergies \| + 7 s \| \| 5e \| Benoît Cosnefroy \| France \| Decathlon-AG2R La Mondiale \| + 10 s \| \| 6e \| Alex Kirsch \| Luxembourg \| Lidl-Trek \| + 11 s \| \| 7e \| Matteo Trentin \| Italie \| Tudor Pro Cycling Team \| + 11 s \| \| 8e \| Pascal Eenkhoorn \| Pays-Bas \| Lotto Dstny \| + 11 s \| \| 9e \| Stan Dewulf \| Belgique \| Decathlon-AG2R La Mondiale \| + 12 s \| \| 10e \| Mick van Dijke \| Pays-Bas \| Team Visma \\| Lease a Bike \| + 13 s \| |                   |                  |                            |                 |
| |                   |                  |                            |                 |
| Source : ProCyclingStats |                   |                  |                            |                 |
| Classement général |                   |                  |                            |                 |
| Coureur | Coureur           | Pays             | Équipe                     | Temps           |
| 1er | Corbin Strong     | Nouvelle-Zélande | Israel-Premier Tech        | 8 h 07 min 21 s |
| 2e | Jordi Meeus       | Belgique         | Red Bull-Bora-Hansgrohe    | + 3 s           |
| 3e | Paul Penhoët      | France           | Groupama-FDJ               | + 5 s           |
| 4e | Émilien Jeannière | France           | TotalEnergies              | + 7 s           |
| 5e | Benoît Cosnefroy  | France           | Decathlon-AG2R La Mondiale | + 10 s          |
| 6e | Alex Kirsch       | Luxembourg       | Lidl-Trek                  | + 11 s          |
| 7e | Matteo Trentin    | Italie           | Tudor Pro Cycling Team     | + 11 s          |
| 8e | Pascal Eenkhoorn  | Pays-Bas         | Lotto Dstny                | + 11 s          |
| 9e | Stan Dewulf       | Belgique         | Decathlon-AG2R La Mondiale | + 12 s          |
| 10e | Mick van Dijke    | Pays-Bas         | Team Visma \| Lease a Bike | + 13 s          |

### 3eétape
| \| Classement de l'étape \| Classement de l'étape \| Classement de l'étape \| Classement de l'étape \| Classement de l'étape \| \| Coureur \| Coureur \| Pays \| Équipe \| Temps \| \| --------------------- \| --------------------- \| --------------------- \| -------------------------- \| --------------------- \| \| 1er \| Markus Hoelgaard \| Norvège \| Uno-X Mobility \| 4 h 46 min 53 s \| \| 2e \| Jimmy Janssens \| Belgique \| Alpecin-Deceuninck \| + 2 s \| \| 3e \| Matteo Trentin \| Italie \| Tudor Pro Cycling Team \| + 43 s \| \| 4e \| Frederik Wandahl \| Danemark \| Red Bull-Bora-Hansgrohe \| + 43 s \| \| 5e \| Carlos Canal \| Espagne \| Movistar Team \| + 43 s \| \| 6e \| Corbin Strong \| Nouvelle-Zélande \| Israel-Premier Tech \| + 43 s \| \| 7e \| Lorenzo Rota \| Italie \| Intermarché-Wanty \| + 43 s \| \| 8e \| Per Strand Hagenes \| Norvège \| Team Visma \\| Lease a Bike \| + 43 s \| \| 9e \| Alex Kirsch \| Luxembourg \| Lidl-Trek \| + 43 s \| \| 10e \| Stan Dewulf \| Belgique \| Decathlon-AG2R La Mondiale \| + 43 s \| |                    |                  |                            |                 |
| |                    |                  |                            |                 |
| Source : ProCyclingStats |                    |                  |                            |                 |
| Classement de l'étape |                    |                  |                            |                 |
| Coureur | Coureur            | Pays             | Équipe                     | Temps           |
| 1er | Markus Hoelgaard   | Norvège          | Uno-X Mobility             | 4 h 46 min 53 s |
| 2e | Jimmy Janssens     | Belgique         | Alpecin-Deceuninck         | + 2 s           |
| 3e | Matteo Trentin     | Italie           | Tudor Pro Cycling Team     | + 43 s          |
| 4e | Frederik Wandahl   | Danemark         | Red Bull-Bora-Hansgrohe    | + 43 s          |
| 5e | Carlos Canal       | Espagne          | Movistar Team              | + 43 s          |
| 6e | Corbin Strong      | Nouvelle-Zélande | Israel-Premier Tech        | + 43 s          |
| 7e | Lorenzo Rota       | Italie           | Intermarché-Wanty          | + 43 s          |
| 8e | Per Strand Hagenes | Norvège          | Team Visma \| Lease a Bike | + 43 s          |
| 9e | Alex Kirsch        | Luxembourg       | Lidl-Trek                  | + 43 s          |
| 10e | Stan Dewulf        | Belgique         | Decathlon-AG2R La Mondiale | + 43 s          |

| \| Classement général \| Classement général \| Classement général \| Classement général \| Classement général \| \| Coureur \| Coureur \| Pays \| Équipe \| Temps \| \| ------------------ \| ------------------ \| ------------------ \| -------------------------- \| ------------------ \| \| 1er \| Corbin Strong \| Nouvelle-Zélande \| Israel-Premier Tech \| 12 h 54 min 57 s \| \| 2e \| Matteo Trentin \| Italie \| Tudor Pro Cycling Team \| + 7 s \| \| 3e \| Alex Kirsch \| Luxembourg \| Lidl-Trek \| + 11 s \| \| 4e \| Stan Dewulf \| Belgique \| Decathlon-AG2R La Mondiale \| + 12 s \| \| 5e \| Simon Clarke \| Australie \| Israel-Premier Tech \| + 12 s \| \| 6e \| Carlos Canal \| Espagne \| Movistar Team \| + 13 s \| \| 7e \| Dylan Teuns \| Belgique \| Israel-Premier Tech \| + 13 s \| \| 8e \| Lorenzo Rota \| Italie \| Intermarché-Wanty \| + 13 s \| \| 9e \| Rudy Molard \| France \| Groupama-FDJ \| + 13 s \| \| 10e \| Natnael Tesfatsion \| Érythrée \| Lidl-Trek \| + 13 s \| |                    |                  |                            |                  |
| |                    |                  |                            |                  |
| Source : ProCyclingStats |                    |                  |                            |                  |
| Classement général |                    |                  |                            |                  |
| Coureur | Coureur            | Pays             | Équipe                     | Temps            |
| 1er | Corbin Strong      | Nouvelle-Zélande | Israel-Premier Tech        | 12 h 54 min 57 s |
| 2e | Matteo Trentin     | Italie           | Tudor Pro Cycling Team     | + 7 s            |
| 3e | Alex Kirsch        | Luxembourg       | Lidl-Trek                  | + 11 s           |
| 4e | Stan Dewulf        | Belgique         | Decathlon-AG2R La Mondiale | + 12 s           |
| 5e | Simon Clarke       | Australie        | Israel-Premier Tech        | + 12 s           |
| 6e | Carlos Canal       | Espagne          | Movistar Team              | + 13 s           |
| 7e | Dylan Teuns        | Belgique         | Israel-Premier Tech        | + 13 s           |
| 8e | Lorenzo Rota       | Italie           | Intermarché-Wanty          | + 13 s           |
| 9e | Rudy Molard        | France           | Groupama-FDJ               | + 13 s           |
| 10e | Natnael Tesfatsion | Érythrée         | Lidl-Trek                  | + 13 s           |

### 4eétape
| \| Classement de l'étape \| Classement de l'étape \| Classement de l'étape \| Classement de l'étape \| Classement de l'étape \| \| Coureur \| Coureur \| Pays \| Équipe \| Temps \| \| --------------------- \| --------------------- \| --------------------- \| -------------------------- \| --------------------- \| \| 1er \| Matteo Trentin \| Italie \| Tudor Pro Cycling Team \| 4 h 20 min 03 s \| \| 2e \| Timo Kielich \| Belgique \| Alpecin-Deceuninck \| + 0 s \| \| 3e \| Émilien Jeannière \| France \| TotalEnergies \| + 0 s \| \| 4e \| Madis Mihkels \| Estonie \| Intermarché-Wanty \| + 0 s \| \| 5e \| Mick van Dijke \| Pays-Bas \| Team Visma \\| Lease a Bike \| + 0 s \| \| 6e \| Louis Barré \| France \| Arkéa-B&B Hotels \| + 0 s \| \| 7e \| Iván García Cortina \| Espagne \| Movistar Team \| + 0 s \| \| 8e \| Lewis Askey \| Royaume-Uni \| Groupama-FDJ \| + 0 s \| \| 9e \| Tibor Del Grosso \| Pays-Bas \| Alpecin-Deceuninck \| + 0 s \| \| 10e \| Dion Smith \| Nouvelle-Zélande \| Intermarché-Wanty \| + 0 s \| |                     |                  |                            |                 |
| |                     |                  |                            |                 |
| Source : ProCyclingStats |                     |                  |                            |                 |
| Classement de l'étape |                     |                  |                            |                 |
| Coureur | Coureur             | Pays             | Équipe                     | Temps           |
| 1er | Matteo Trentin      | Italie           | Tudor Pro Cycling Team     | 4 h 20 min 03 s |
| 2e | Timo Kielich        | Belgique         | Alpecin-Deceuninck         | + 0 s           |
| 3e | Émilien Jeannière   | France           | TotalEnergies              | + 0 s           |
| 4e | Madis Mihkels       | Estonie          | Intermarché-Wanty          | + 0 s           |
| 5e | Mick van Dijke      | Pays-Bas         | Team Visma \| Lease a Bike | + 0 s           |
| 6e | Louis Barré         | France           | Arkéa-B&B Hotels           | + 0 s           |
| 7e | Iván García Cortina | Espagne          | Movistar Team              | + 0 s           |
| 8e | Lewis Askey         | Royaume-Uni      | Groupama-FDJ               | + 0 s           |
| 9e | Tibor Del Grosso    | Pays-Bas         | Alpecin-Deceuninck         | + 0 s           |
| 10e | Dion Smith          | Nouvelle-Zélande | Intermarché-Wanty          | + 0 s           |

| \| Classement général \| Classement général \| Classement général \| Classement général \| Classement général \| \| Coureur \| Coureur \| Pays \| Équipe \| Temps \| \| ------------------ \| ------------------ \| ------------------ \| -------------------------- \| ------------------ \| \| 1er \| Matteo Trentin \| Italie \| Tudor Pro Cycling Team \| 17 h 14 min 54 s \| \| 2e \| Corbin Strong \| Nouvelle-Zélande \| Israel-Premier Tech \| + 6 s \| \| 3e \| Alex Kirsch \| Luxembourg \| Lidl-Trek \| + 15 s \| \| 4e \| Stan Dewulf \| Belgique \| Decathlon-AG2R La Mondiale \| + 18 s \| \| 5e \| Frederik Wandahl \| Danemark \| Red Bull-Bora-Hansgrohe \| + 18 s \| \| 6e \| Simon Clarke \| Australie \| Israel-Premier Tech \| + 18 s \| \| 7e \| Carlos Canal \| Espagne \| Movistar Team \| + 19 s \| \| 8e \| Dylan Teuns \| Belgique \| Israel-Premier Tech \| + 19 s \| \| 9e \| Rudy Molard \| France \| Groupama-FDJ \| + 19 s \| \| 10e \| Natnael Tesfatsion \| Érythrée \| Lidl-Trek \| + 19 s \| |                    |                  |                            |                  |
| |                    |                  |                            |                  |
| Source : ProCyclingStats |                    |                  |                            |                  |
| Classement général |                    |                  |                            |                  |
| Coureur | Coureur            | Pays             | Équipe                     | Temps            |
| 1er | Matteo Trentin     | Italie           | Tudor Pro Cycling Team     | 17 h 14 min 54 s |
| 2e | Corbin Strong      | Nouvelle-Zélande | Israel-Premier Tech        | + 6 s            |
| 3e | Alex Kirsch        | Luxembourg       | Lidl-Trek                  | + 15 s           |
| 4e | Stan Dewulf        | Belgique         | Decathlon-AG2R La Mondiale | + 18 s           |
| 5e | Frederik Wandahl   | Danemark         | Red Bull-Bora-Hansgrohe    | + 18 s           |
| 6e | Simon Clarke       | Australie        | Israel-Premier Tech        | + 18 s           |
| 7e | Carlos Canal       | Espagne          | Movistar Team              | + 19 s           |
| 8e | Dylan Teuns        | Belgique         | Israel-Premier Tech        | + 19 s           |
| 9e | Rudy Molard        | France           | Groupama-FDJ               | + 19 s           |
| 10e | Natnael Tesfatsion | Érythrée         | Lidl-Trek                  | + 19 s           |

### 5eétape
| \| Classement de l'étape \| Classement de l'étape \| Classement de l'étape \| Classement de l'étape \| Classement de l'étape \| \| Coureur \| Coureur \| Pays \| Équipe \| Temps \| \| --------------------- \| --------------------- \| --------------------- \| -------------------------- \| --------------------- \| \| 1er \| Samuel Watson \| Royaume-Uni \| Groupama-FDJ \| 4 h 47 min 48 s \| \| 2e \| Corbin Strong \| Nouvelle-Zélande \| Israel-Premier Tech \| + 4 s \| \| 3e \| Timo Kielich \| Belgique \| Alpecin-Deceuninck \| + 4 s \| \| 4e \| Natnael Tesfatsion \| Érythrée \| Lidl-Trek \| + 4 s \| \| 5e \| Per Strand Hagenes \| Norvège \| Team Visma \\| Lease a Bike \| + 4 s \| \| 6e \| Stan Dewulf \| Belgique \| Decathlon-AG2R La Mondiale \| + 4 s \| \| 7e \| Iván García Cortina \| Espagne \| Movistar Team \| + 4 s \| \| 8e \| Matteo Trentin \| Italie \| Tudor Pro Cycling Team \| + 4 s \| \| 9e \| Rudy Molard \| France \| Groupama-FDJ \| + 4 s \| \| 10e \| Carlos Canal \| Espagne \| Movistar Team \| + 4 s \| |                     |                  |                            |                 |
| |                     |                  |                            |                 |
| Source : ProCyclingStats |                     |                  |                            |                 |
| Classement de l'étape |                     |                  |                            |                 |
| Coureur | Coureur             | Pays             | Équipe                     | Temps           |
| 1er | Samuel Watson       | Royaume-Uni      | Groupama-FDJ               | 4 h 47 min 48 s |
| 2e | Corbin Strong       | Nouvelle-Zélande | Israel-Premier Tech        | + 4 s           |
| 3e | Timo Kielich        | Belgique         | Alpecin-Deceuninck         | + 4 s           |
| 4e | Natnael Tesfatsion  | Érythrée         | Lidl-Trek                  | + 4 s           |
| 5e | Per Strand Hagenes  | Norvège          | Team Visma \| Lease a Bike | + 4 s           |
| 6e | Stan Dewulf         | Belgique         | Decathlon-AG2R La Mondiale | + 4 s           |
| 7e | Iván García Cortina | Espagne          | Movistar Team              | + 4 s           |
| 8e | Matteo Trentin      | Italie           | Tudor Pro Cycling Team     | + 4 s           |
| 9e | Rudy Molard         | France           | Groupama-FDJ               | + 4 s           |
| 10e | Carlos Canal        | Espagne          | Movistar Team              | + 4 s           |

## Classements finals

### Classement général
| \| Classement général \| Classement général \| Classement général \| Classement général \| Classement général \| \| Coureur \| Coureur \| Pays \| Équipe \| Temps \| \| ------------------ \| ------------------ \| ------------------ \| -------------------------- \| ------------------ \| \| 1er \| Matteo Trentin \| Italie \| Tudor Pro Cycling Team \| 22 h 02 min 46 s \| \| 2e \| Corbin Strong \| Nouvelle-Zélande \| Israel-Premier Tech \| + 0 s \| \| 3e \| Alex Kirsch \| Luxembourg \| Lidl-Trek \| + 15 s \| \| 4e \| Stan Dewulf \| Belgique \| Decathlon-AG2R La Mondiale \| + 18 s \| \| 5e \| Frederik Wandahl \| Danemark \| Red Bull-Bora-Hansgrohe \| + 18 s \| \| 6e \| Simon Clarke \| Australie \| Israel-Premier Tech \| + 18 s \| \| 7e \| Carlos Canal \| Espagne \| Movistar Team \| + 19 s \| \| 8e \| Natnael Tesfatsion \| Érythrée \| Lidl-Trek \| + 19 s \| \| 9e \| Rudy Molard \| France \| Groupama-FDJ \| + 19 s \| \| 10e \| Dylan Teuns \| Belgique \| Israel-Premier Tech \| + 19 s \| |                    |                  |                            |                  |
| |                    |                  |                            |                  |
| Source : ProCyclingStats |                    |                  |                            |                  |
| Classement général |                    |                  |                            |                  |
| Coureur | Coureur            | Pays             | Équipe                     | Temps            |
| 1er | Matteo Trentin     | Italie           | Tudor Pro Cycling Team     | 22 h 02 min 46 s |
| 2e | Corbin Strong      | Nouvelle-Zélande | Israel-Premier Tech        | + 0 s            |
| 3e | Alex Kirsch        | Luxembourg       | Lidl-Trek                  | + 15 s           |
| 4e | Stan Dewulf        | Belgique         | Decathlon-AG2R La Mondiale | + 18 s           |
| 5e | Frederik Wandahl   | Danemark         | Red Bull-Bora-Hansgrohe    | + 18 s           |
| 6e | Simon Clarke       | Australie        | Israel-Premier Tech        | + 18 s           |
| 7e | Carlos Canal       | Espagne          | Movistar Team              | + 19 s           |
| 8e | Natnael Tesfatsion | Érythrée         | Lidl-Trek                  | + 19 s           |
| 9e | Rudy Molard        | France           | Groupama-FDJ               | + 19 s           |
| 10e | Dylan Teuns        | Belgique         | Israel-Premier Tech        | + 19 s           |

### Classements annexes
| Classement par points | Classement par points | Classement par points | Classement par points   | Classement par points |
| Coureur               | Coureur               | Pays                  | Équipe                  | Points                |
| --------------------- | --------------------- | --------------------- | ----------------------- | --------------------- |
| 1er                   | Matteo Trentin        | Italie                | Tudor Pro Cycling Team  | 46 pts                |
| 2e                    | Corbin Strong         | Nouvelle-Zélande      | Israel-Premier Tech     | 44 pts                |
| 3e                    | Émilien Jeannière     | France                | TotalEnergies           | 43 pts                |
| 4e                    | Paul Penhoët          | France                | Groupama-FDJ            | 30 pts                |
| 5e                    | Madis Mihkels         | Estonie               | Intermarché-Wanty       | 30 pts                |
| 6e                    | Timo Kielich          | Belgique              | Alpecin-Deceuninck      | 28 pts                |
| 7e                    | Samuel Watson         | Royaume-Uni           | Groupama-FDJ            | 25 pts                |
| 8e                    | Markus Hoelgaard      | Norvège               | Uno-X Mobility          | 25 pts                |
| 9e                    | Jordi Meeus           | Belgique              | Red Bull-Bora-Hansgrohe | 25 pts                |
| 10e                   | Jimmy Janssens        | Belgique              | Alpecin-Deceuninck      | 20 pts                |

| Classement par points | Classement par points | Classement par points | Classement par points   | Classement par points |
| Coureur               | Coureur               | Pays                  | Équipe                  | Points                |
| --------------------- | --------------------- | --------------------- | ----------------------- | --------------------- |
| 1er                   | Matteo Trentin        | Italie                | Tudor Pro Cycling Team  | 46 pts                |
| 2e                    | Corbin Strong         | Nouvelle-Zélande      | Israel-Premier Tech     | 44 pts                |
| 3e                    | Émilien Jeannière     | France                | TotalEnergies           | 43 pts                |
| 4e                    | Paul Penhoët          | France                | Groupama-FDJ            | 30 pts                |
| 5e                    | Madis Mihkels         | Estonie               | Intermarché-Wanty       | 30 pts                |
| 6e                    | Timo Kielich          | Belgique              | Alpecin-Deceuninck      | 28 pts                |
| 7e                    | Samuel Watson         | Royaume-Uni           | Groupama-FDJ            | 25 pts                |
| 8e                    | Markus Hoelgaard      | Norvège               | Uno-X Mobility          | 25 pts                |
| 9e                    | Jordi Meeus           | Belgique              | Red Bull-Bora-Hansgrohe | 25 pts                |
| 10e                   | Jimmy Janssens        | Belgique              | Alpecin-Deceuninck      | 20 pts                |

| Classement de la montagne | Classement de la montagne | Classement de la montagne | Classement de la montagne | Classement de la montagne |
| Coureur                   | Coureur                   | Pays                      | Équipe                    | Points                    |
| ------------------------- | ------------------------- | ------------------------- | ------------------------- | ------------------------- |
| 1er                       | Jimmy Janssens            | Belgique                  | Alpecin-Deceuninck        | 80 pts                    |
| 2e                        | Markus Hoelgaard          | Norvège                   | Uno-X Mobility            | 52 pts                    |
| 3e                        | Johan Jacobs              | Suisse                    | Movistar Team             | 40 pts                    |
| 4e                        | Gilles De Wilde           | Belgique                  | Team Flanders-Baloise     | 22 pts                    |
| 5e                        | Cole Kessler              | États-Unis                | Lidl-Trek                 | 22 pts                    |
| 6e                        | Michael Gogl              | Autriche                  | Alpecin-Deceuninck        | 20 pts                    |
| 7e                        | Liam Slock                | Belgique                  | Lotto Dstny               | 14 pts                    |
| 8e                        | Thomas Bonnet             | France                    | TotalEnergies             | 14 pts                    |
| 9e                        | William Blume Levy        | Danemark                  | Uno-X Mobility            | 12 pts                    |
| 10e                       | Filip Maciejuk            | Pologne                   | Red Bull-Bora-Hansgrohe   | 12 pts                    |

| Classement de la montagne | Classement de la montagne | Classement de la montagne | Classement de la montagne | Classement de la montagne |
| Coureur                   | Coureur                   | Pays                      | Équipe                    | Points                    |
| ------------------------- | ------------------------- | ------------------------- | ------------------------- | ------------------------- |
| 1er                       | Jimmy Janssens            | Belgique                  | Alpecin-Deceuninck        | 80 pts                    |
| 2e                        | Markus Hoelgaard          | Norvège                   | Uno-X Mobility            | 52 pts                    |
| 3e                        | Johan Jacobs              | Suisse                    | Movistar Team             | 40 pts                    |
| 4e                        | Gilles De Wilde           | Belgique                  | Team Flanders-Baloise     | 22 pts                    |
| 5e                        | Cole Kessler              | États-Unis                | Lidl-Trek                 | 22 pts                    |
| 6e                        | Michael Gogl              | Autriche                  | Alpecin-Deceuninck        | 20 pts                    |
| 7e                        | Liam Slock                | Belgique                  | Lotto Dstny               | 14 pts                    |
| 8e                        | Thomas Bonnet             | France                    | TotalEnergies             | 14 pts                    |
| 9e                        | William Blume Levy        | Danemark                  | Uno-X Mobility            | 12 pts                    |
| 10e                       | Filip Maciejuk            | Pologne                   | Red Bull-Bora-Hansgrohe   | 12 pts                    |

| Classement du meilleur jeune | Classement du meilleur jeune | Classement du meilleur jeune | Classement du meilleur jeune | Classement du meilleur jeune |
| Coureur                      | Coureur                      | Pays                         | Équipe                       | Temps                        |
| ---------------------------- | ---------------------------- | ---------------------------- | ---------------------------- | ---------------------------- |
| 1er                          | Frederik Wandahl             | Danemark                     | Red Bull-Bora-Hansgrohe      | 22 h 03 min 04 s             |
| 2e                           | Carlos Canal                 | Espagne                      | Movistar Team                | + 1 s                        |
| 3e                           | Per Strand Hagenes           | Norvège                      | Team Visma \| Lease a Bike   | + 1 s                        |
| 4e                           | Alec Segaert                 | Belgique                     | Lotto Dstny                  | + 16 s                       |
| 5e                           | Samuel Watson                | Royaume-Uni                  | Groupama-FDJ                 | + 2 min 33 s                 |
| 6e                           | Tibor Del Grosso             | Pays-Bas                     | Alpecin-Deceuninck           | + 3 min 16 s                 |
| 7e                           | Pim Ronhaar                  | Pays-Bas                     | Baloise Trek Lions           | + 7 min 23 s                 |
| 8e                           | Paul Penhoët                 | France                       | Groupama-FDJ                 | + 11 min 12 s                |
| 9e                           | Pierre Gautherat             | France                       | Decathlon-AG2R La Mondiale   | + 12 min 40 s                |
| 10e                          | Sakarias Koller Løland       | Norvège                      | Uno-X Mobility               | + 13 min 06 s                |

| Classement du meilleur jeune | Classement du meilleur jeune | Classement du meilleur jeune | Classement du meilleur jeune | Classement du meilleur jeune |
| Coureur                      | Coureur                      | Pays                         | Équipe                       | Temps                        |
| ---------------------------- | ---------------------------- | ---------------------------- | ---------------------------- | ---------------------------- |
| 1er                          | Frederik Wandahl             | Danemark                     | Red Bull-Bora-Hansgrohe      | 22 h 03 min 04 s             |
| 2e                           | Carlos Canal                 | Espagne                      | Movistar Team                | + 1 s                        |
| 3e                           | Per Strand Hagenes           | Norvège                      | Team Visma \| Lease a Bike   | + 1 s                        |
| 4e                           | Alec Segaert                 | Belgique                     | Lotto Dstny                  | + 16 s                       |
| 5e                           | Samuel Watson                | Royaume-Uni                  | Groupama-FDJ                 | + 2 min 33 s                 |
| 6e                           | Tibor Del Grosso             | Pays-Bas                     | Alpecin-Deceuninck           | + 3 min 16 s                 |
| 7e                           | Pim Ronhaar                  | Pays-Bas                     | Baloise Trek Lions           | + 7 min 23 s                 |
| 8e                           | Paul Penhoët                 | France                       | Groupama-FDJ                 | + 11 min 12 s                |
| 9e                           | Pierre Gautherat             | France                       | Decathlon-AG2R La Mondiale   | + 12 min 40 s                |
| 10e                          | Sakarias Koller Løland       | Norvège                      | Uno-X Mobility               | + 13 min 06 s                |

| Classement des sprints | Classement des sprints | Classement des sprints | Classement des sprints     | Classement des sprints |
| Coureur                | Coureur                | Pays                   | Équipe                     | Points                 |
| ---------------------- | ---------------------- | ---------------------- | -------------------------- | ---------------------- |
| 1er                    | Cole Kessler           | États-Unis             | Lidl-Trek                  | 19 pts                 |
| 2e                     | Markus Hoelgaard       | Norvège                | Uno-X Mobility             | 13 pts                 |
| 3e                     | Baptiste Veistroffer   | France                 | Decathlon-AG2R La Mondiale | 13 pts                 |
| 4e                     | Matteo Trentin         | Italie                 | Tudor Pro Cycling Team     | 8 pts                  |
| 5e                     | Johan Jacobs           | Suisse                 | Movistar Team              | 8 pts                  |
| 6e                     | Dries De Bondt         | Belgique               | Decathlon-AG2R La Mondiale | 8 pts                  |
| 7e                     | Lilian Calmejane       | France                 | Intermarché-Wanty          | 6 pts                  |
| 8e                     | Alex Kirsch            | Luxembourg             | Lidl-Trek                  | 6 pts                  |
| 9e                     | Jimmy Janssens         | Belgique               | Alpecin-Deceuninck         | 6 pts                  |
| 10e                    | Corbin Strong          | Nouvelle-Zélande       | Israel-Premier Tech        | 5 pts                  |

| Classement des sprints | Classement des sprints | Classement des sprints | Classement des sprints     | Classement des sprints |
| Coureur                | Coureur                | Pays                   | Équipe                     | Points                 |
| ---------------------- | ---------------------- | ---------------------- | -------------------------- | ---------------------- |
| 1er                    | Cole Kessler           | États-Unis             | Lidl-Trek                  | 19 pts                 |
| 2e                     | Markus Hoelgaard       | Norvège                | Uno-X Mobility             | 13 pts                 |
| 3e                     | Baptiste Veistroffer   | France                 | Decathlon-AG2R La Mondiale | 13 pts                 |
| 4e                     | Matteo Trentin         | Italie                 | Tudor Pro Cycling Team     | 8 pts                  |
| 5e                     | Johan Jacobs           | Suisse                 | Movistar Team              | 8 pts                  |
| 6e                     | Dries De Bondt         | Belgique               | Decathlon-AG2R La Mondiale | 8 pts                  |
| 7e                     | Lilian Calmejane       | France                 | Intermarché-Wanty          | 6 pts                  |
| 8e                     | Alex Kirsch            | Luxembourg             | Lidl-Trek                  | 6 pts                  |
| 9e                     | Jimmy Janssens         | Belgique               | Alpecin-Deceuninck         | 6 pts                  |
| 10e                    | Corbin Strong          | Nouvelle-Zélande       | Israel-Premier Tech        | 5 pts                  |

#### Classement par équipes
| Classement par équipes | Classement par équipes | Classement par équipes | Classement par équipes |
| Équipe                 | Équipe                 | Pays                   | Temps                  |
| ---------------------- | ---------------------- | ---------------------- | ---------------------- |
| 1re                    | Israel-Premier Tech    | Israël                 | 66 h 09 min 15 s       |
| 2e                     | Lidl-Trek              | États-Unis             | + 29 s                 |
| 3e                     | Bingoal WB             | Belgique               | + 3 min 50 s           |
| 4e                     | Arkéa-B&B Hotels       | France                 | + 5 min 34 s           |
| 5e                     | Groupama-FDJ           | France                 | + 5 min 39 s           |
| 6e                     | Alpecin-Deceuninck     | Belgique               | + 6 min 00 s           |
| 7e                     | Uno-X Mobility         | Norvège                | + 7 min 41 s           |
| 8e                     | Intermarché-Wanty      | Belgique               | + 7 min 51 s           |
| 9e                     | Lotto Dstny            | Belgique               | + 8 min 27 s           |
| 10e                    | Movistar Team          | Espagne                | + 12 min 23 s          |

### Classement UCI
La course attribue des points au Classement mondial UCI 2024 selon le barème suivant.
| Position           | 1er | 2e  | 3e  | 4e  | 5e | 6e | 7e | 8e | 9e | 10e | 11e | 12e | 13e | 14e | 15e | 16e à 30e | 31e à 40e |
| Classement général | 200 | 150 | 125 | 100 | 85 | 70 | 60 | 50 | 40 | 35  | 30  | 25  | 20  | 15  | 10  | 5         | 3         |
| Par étape          | 20  | 10  | 5   |     |    |    |    |    |    |     |     |     |     |     |     |           |           |
| Leader, par étape  | 5   |     |     |     |    |    |    |    |    |     |     |     |     |     |     |           |           |

## Évolution des classements
| Étape              | Vainqueur          | Classement général | Classement par points | Classement de la montagne | Classement des sprints intermédiaires | Classement du meilleur jeune | Classement par équipes |
| ------------------ | ------------------ | ------------------ | --------------------- | ------------------------- | ------------------------------------- | ---------------------------- | ---------------------- |
| 1                  | Jordi Meeus        | Jordi Meeus        | Jordi Meeus           | Andreas Kron              | Corbin Strong                         | Madis Mihkels                | Intermarché-Wanty      |
| 2                  | Corbin Strong      | Corbin Strong      | Paul Penhoët          | Johan Jacobs              | Baptiste Veistroffer                  | Paul Penhoët                 | Groupama-FDJ           |
| 3                  | Markus Hoelgaard   | Corbin Strong      | Corbin Strong         | Jimmy Janssens            | Markus Hoelgaard                      | Carlos Canal                 | Israel-Premier Tech    |
| 4                  | Matteo Trentin     | Matteo Trentin     | Matteo Trentin        | Jimmy Janssens            | Cole Kessler                          | Frederik Wandahl             | Israel-Premier Tech    |
| 5                  | Samuel Watson      | Matteo Trentin     | Matteo Trentin        | Jimmy Janssens            | Cole Kessler                          | Frederik Wandahl             | Israel-Premier Tech    |
| Classements finals | Classements finals | Matteo Trentin     | Matteo Trentin        | Jimmy Janssens            | Cole Kessler                          | Frederik Wandahl             | Israel-Premier Tech    |

## Liste des participants
| Alpecin-Deceuninck ADC | Alpecin-Deceuninck ADC | Alpecin-Deceuninck ADC |
| ---------------------- | ---------------------- | ---------------------- |
| Num                    | Coureur                | Pos                    |
| 1                      | Tobias Bayer (AUT)     | 57e                    |
| 2                      | Lars Boven (NED)       | AB-5                   |
| 3                      | Michael Gogl (AUT)     | 44e                    |
| 4                      | Jimmy Janssens (BEL)   | 32e                    |
| 5                      | Timo Kielich (BEL)     | 58e                    |
| 6                      | Stan Van Tricht (BEL)  | 75e                    |
| 7                      | Tibor Del Grosso (NED) | 28e                    |

| Arkéa-B&B Hotels ARK | Arkéa-B&B Hotels ARK    | Arkéa-B&B Hotels ARK |
| -------------------- | ----------------------- | -------------------- |
| Num                  | Coureur                 | Pos                  |
| 11                   | Florian Sénéchal (FRA)  | 62e                  |
| 12                   | Louis Barré (FRA)       | 12e                  |
| 13                   | Laurens Huys (BEL)      | 21e                  |
| 14                   | Matîs Louvel (FRA)      | 60e                  |
| 15                   | Alan Riou (FRA)         | 99e                  |
| 16                   | Clément Venturini (FRA) | 20e                  |
| 17                   | Miles Scotson (AUS)     | 86e                  |

| Red Bull-Bora-Hansgrohe RBH | Red Bull-Bora-Hansgrohe RBH | Red Bull-Bora-Hansgrohe RBH |
| --------------------------- | --------------------------- | --------------------------- |
| Num                         | Coureur                     | Pos                         |
| 21                          | Emil Herzog (GER)           | 54e                         |
| 22                          | Jordi Meeus (BEL)           | 67e                         |
| 24                          | Frederik Wandahl (DEN)      | 5e                          |
| 25                          | Filip Maciejuk (POL)        | 74e                         |
| 26                          | Jonas Koch (GER)            | 87e                         |

| Decathlon-AG2R La Mondiale DAT | Decathlon-AG2R La Mondiale DAT | Decathlon-AG2R La Mondiale DAT |
| ------------------------------ | ------------------------------ | ------------------------------ |
| Num                            | Coureur                        | Pos                            |
| 31                             | Benoît Cosnefroy (FRA)         | 35e                            |
| 32                             | Dries De Bondt (BEL)           | 85e                            |
| 33                             | Stan Dewulf (BEL)              | 4e                             |
| 34                             | Pierre Gautherat (FRA)         | 45e                            |
| 35                             | Jordan Labrosse (FRA)          | AB-5                           |
| 36                             | Gianluca Pollefliet (BEL)      | 84e                            |
| 37                             | Baptiste Veistroffer (FRA)     | 90e                            |

| Groupama-FDJ GFC | Groupama-FDJ GFC    | Groupama-FDJ GFC |
| ---------------- | ------------------- | ---------------- |
| Num              | Coureur             | Pos              |
| 41               | Lewis Askey (GBR)   | 49e              |
| 42               | Cyril Barthe (FRA)  | 81e              |
| 43               | Thibaud Gruel (FRA) | 53e              |
| 44               | Matthew Walls (GBR) | 88e              |
| 45               | Paul Penhoët (FRA)  | 39e              |
| 46               | Rudy Molard (FRA)   | 9e               |
| 47               | Samuel Watson (GBR) | 19e              |

| Intermarché-Wanty IWA | Intermarché-Wanty IWA     | Intermarché-Wanty IWA |
| --------------------- | ------------------------- | --------------------- |
| Num                   | Coureur                   | Pos                   |
| 51                    | Lilian Calmejane (FRA)    | 38e                   |
| 52                    | Rune Herregodts (BEL)     | 31e                   |
| 53                    | Gerben Kuypers (BEL)      | 42e                   |
| 54                    | Madis Mihkels (EST)       | 63e                   |
| 55                    | Dion Smith (NZL)          | 29e                   |
| 56                    | Lorenzo Rota (ITA)        | 24e                   |
| 57                    | Baptiste Planckaert (BEL) | 94e                   |

| Lidl-Trek LTK | Lidl-Trek LTK                    | Lidl-Trek LTK |
| ------------- | -------------------------------- | ------------- |
| Num           | Coureur                          | Pos           |
| 61            | Dario Cataldo (ITA)              | 89e           |
| 62            | Juan Pedro López (ESP)           | 16e           |
| 63            | Cole Kessler (USA)               | 91e           |
| 64            | Natnael Tesfatsion (ERI) (route) | 8e            |
| 65            | Otto Vergaerde (BEL)             | 71e           |
| 66            | Alex Kirsch (LUX)                | 3e            |
| 67            | Mads Pedersen (DEN)              | 100e          |

| Movistar Team MOV | Movistar Team MOV         | Movistar Team MOV |
| ----------------- | ------------------------- | ----------------- |
| Num               | Coureur                   | Pos               |
| 71                | Jon Barrenetxea (ESP)     | 17e               |
| 72                | Carlos Canal (ESP)        | 7e                |
| 73                | Iván García Cortina (ESP) | 46e               |
| 74                | Johan Jacobs (SUI)        | 73e               |
| 75                | Gonzalo Serrano (ESP)     | 51e               |
| 76                | Lorenzo Milesi (ITA)      | 64e               |

| Team Visma \| Lease a Bike TVL | Team Visma \| Lease a Bike TVL | Team Visma \| Lease a Bike TVL |
| ------------------------------ | ------------------------------ | ------------------------------ |
| Num                            | Coureur                        | Pos                            |
| 81                             | Julien Vermote (BEL)           | 48e                            |
| 82                             | Loe van Belle (NED)            | AB-1                           |
| 83                             | Per Strand Hagenes (NOR)       | 11e                            |
| 84                             | Mick van Dijke (NED)           | 22e                            |
| 87                             | Jesse Kramer (NED)             | 61e                            |

| Bingoal WB BWB | Bingoal WB BWB          | Bingoal WB BWB |
| -------------- | ----------------------- | -------------- |
| Num            | Coureur                 | Pos            |
| 91             | Cériel Desal (BEL)      | 83e            |
| 92             | Floris De Tier (BEL)    | 34e            |
| 93             | Louka Matthys (BEL)     | AB-4           |
| 94             | Johan Meens (BEL)       | 18e            |
| 95             | Michiel Lambrecht (BEL) | 55e            |
| 96             | Luca Van Boven (BEL)    | 23e            |
| 97             | Kenneth Van Rooy (BEL)  | AB-2           |

| Israel-Premier Tech IPT | Israel-Premier Tech IPT   | Israel-Premier Tech IPT |
| ----------------------- | ------------------------- | ----------------------- |
| Num                     | Coureur                   | Pos                     |
| 101                     | Simon Clarke (AUS)        | 6e                      |
| 102                     | Oded Kogut (ISR) (route)  | 96e                     |
| 103                     | Riley Pickrell (CAN)      | 101e                    |
| 104                     | Nick Schultz (AUS)        | 33e                     |
| 105                     | Michael Schwarzmann (GER) | 80e                     |
| 106                     | Corbin Strong (NZL)       | 2e                      |
| 107                     | Dylan Teuns (BEL)         | 10e                     |

| Lotto Dstny LTD | Lotto Dstny LTD          | Lotto Dstny LTD |
| --------------- | ------------------------ | --------------- |
| Num             | Coureur                  | Pos             |
| 111             | Andreas Kron (DEN)       | 37e             |
| 112             | Pascal Eenkhoorn (NED)   | 15e             |
| 113             | Jasper De Buyst (BEL)    | NP-2            |
| 114             | Alec Segaert (BEL)       | 14e             |
| 115             | Liam Slock (BEL)         | 65e             |
| 116             | Jarne Van de Paar (BEL)  | AB-1            |
| 117             | Florian Vermeersch (BEL) | 43e             |

| Team Flanders-Baloise TFB | Team Flanders-Baloise TFB | Team Flanders-Baloise TFB |
| ------------------------- | ------------------------- | ------------------------- |
| Num                       | Coureur                   | Pos                       |
| 121                       | Arno Claeys (BEL)         | AB-2                      |
| 122                       | Alex Colman (BEL)         | 25e                       |
| 123                       | Gilles De Wilde (BEL)     | 72e                       |
| 124                       | Jules Hesters (BEL)       | 79e                       |
| 125                       | Yentl Vandevelde (BEL)    | 76e                       |
| 126                       | Ward Vanhoof (BEL)        | 27e                       |
| 127                       | Victor Vercouillie (BEL)  | 98e                       |

| TotalEnergies TEN | TotalEnergies TEN       | TotalEnergies TEN |
| ----------------- | ----------------------- | ----------------- |
| Num               | Coureur                 | Pos               |
| 131               | Thomas Bonnet (FRA)     | 70e               |
| 132               | Fabien Doubey (FRA)     | 26e               |
| 133               | Émilien Jeannière (FRA) | 41e               |
| 134               | Lorrenzo Manzin (FRA)   | 69e               |
| 135               | Julien Simon (FRA)      | 56e               |
| 136               | Geoffrey Soupe (FRA)    | 95e               |
| 137               | Dries Van Gestel (BEL)  | 78e               |

| Tudor Pro Cycling Team TUD | Tudor Pro Cycling Team TUD   | Tudor Pro Cycling Team TUD |
| -------------------------- | ---------------------------- | -------------------------- |
| Num                        | Coureur                      | Pos                        |
| 141                        | Tom Bohli (SUI)              | 92e                        |
| 142                        | Alberto Dainese (ITA)        | 82e                        |
| 143                        | Jacob Eriksson (SWE) (route) | AB-5                       |
| 144                        | Lucas Eriksson (SWE)         | 59e                        |
| 145                        | Arthur Kluckers (LUX)        | AB-5                       |
| 146                        | Marius Mayrhofer (GER)       | AB-5                       |
| 147                        | Matteo Trentin (ITA)         | 1er                        |

| Uno-X Mobility UXM | Uno-X Mobility UXM             | Uno-X Mobility UXM |
| ------------------ | ------------------------------ | ------------------ |
| Num                | Coureur                        | Pos                |
| 151                | Fredrik Dversnes (NOR)         | 13e                |
| 152                | Markus Hoelgaard (NOR) (route) | 30e                |
| 153                | William Blume Levy (DEN)       | 97e                |
| 154                | Jonas Iversby Hvideberg (NOR)  | 66e                |
| 155                | Sakarias Koller Løland (NOR)   | 47e                |
| 156                | Anders Skaarseth (NOR)         | 52e                |
| 157                | Erik Nordsæter Resell (NOR)    |                    |

| Baloise Trek Lions TBL | Baloise Trek Lions TBL  | Baloise Trek Lions TBL |
| ---------------------- | ----------------------- | ---------------------- |
| Num                    | Coureur                 | Pos                    |
| 161                    | Lars van der Haar (NED) | 77e                    |
| 162                    | David Haverdings (NED)  | 68e                    |
| 163                    | Pim Ronhaar (NED)       | 36e                    |
| 164                    | Ward Huybs (BEL)        | AB-4                   |
| 165                    | Olivier Godfroid (BEL)  | AB-5                   |
| 166                    | Maarten Verheyen (BEL)  | AB-4                   |
| 167                    | Dietmar Ledegen (BEL)   | DQ-3                   |

| Pauwels Sauzen-Bingoal PSB | Pauwels Sauzen-Bingoal PSB   | Pauwels Sauzen-Bingoal PSB |
| -------------------------- | ---------------------------- | -------------------------- |
| Num                        | Coureur                      | Pos                        |
| 171                        | Eli Iserbyt (BEL)            | 50e                        |
| 172                        | Michael Vanthourenhout (BEL) | 40e                        |
| 173                        | Kay De Bruyckere (BEL)       | NP-2                       |
| 177                        | Yorben Lauryssen (BEL)       | 93e                        |

| Alpecin-Deceuninck ADC | Alpecin-Deceuninck ADC | Alpecin-Deceuninck ADC |
| ---------------------- | ---------------------- | ---------------------- |
| Num                    | Coureur                | Pos                    |
| 1                      | Tobias Bayer (AUT)     | 57e                    |
| 2                      | Lars Boven (NED)       | AB-5                   |
| 3                      | Michael Gogl (AUT)     | 44e                    |
| 4                      | Jimmy Janssens (BEL)   | 32e                    |
| 5                      | Timo Kielich (BEL)     | 58e                    |
| 6                      | Stan Van Tricht (BEL)  | 75e                    |
| 7                      | Tibor Del Grosso (NED) | 28e                    |

| Arkéa-B&B Hotels ARK | Arkéa-B&B Hotels ARK    | Arkéa-B&B Hotels ARK |
| -------------------- | ----------------------- | -------------------- |
| Num                  | Coureur                 | Pos                  |
| 11                   | Florian Sénéchal (FRA)  | 62e                  |
| 12                   | Louis Barré (FRA)       | 12e                  |
| 13                   | Laurens Huys (BEL)      | 21e                  |
| 14                   | Matîs Louvel (FRA)      | 60e                  |
| 15                   | Alan Riou (FRA)         | 99e                  |
| 16                   | Clément Venturini (FRA) | 20e                  |
| 17                   | Miles Scotson (AUS)     | 86e                  |

| Red Bull-Bora-Hansgrohe RBH | Red Bull-Bora-Hansgrohe RBH | Red Bull-Bora-Hansgrohe RBH |
| --------------------------- | --------------------------- | --------------------------- |
| Num                         | Coureur                     | Pos                         |
| 21                          | Emil Herzog (GER)           | 54e                         |
| 22                          | Jordi Meeus (BEL)           | 67e                         |
| 24                          | Frederik Wandahl (DEN)      | 5e                          |
| 25                          | Filip Maciejuk (POL)        | 74e                         |
| 26                          | Jonas Koch (GER)            | 87e                         |

| Decathlon-AG2R La Mondiale DAT | Decathlon-AG2R La Mondiale DAT | Decathlon-AG2R La Mondiale DAT |
| ------------------------------ | ------------------------------ | ------------------------------ |
| Num                            | Coureur                        | Pos                            |
| 31                             | Benoît Cosnefroy (FRA)         | 35e                            |
| 32                             | Dries De Bondt (BEL)           | 85e                            |
| 33                             | Stan Dewulf (BEL)              | 4e                             |
| 34                             | Pierre Gautherat (FRA)         | 45e                            |
| 35                             | Jordan Labrosse (FRA)          | AB-5                           |
| 36                             | Gianluca Pollefliet (BEL)      | 84e                            |
| 37                             | Baptiste Veistroffer (FRA)     | 90e                            |

| Groupama-FDJ GFC | Groupama-FDJ GFC    | Groupama-FDJ GFC |
| ---------------- | ------------------- | ---------------- |
| Num              | Coureur             | Pos              |
| 41               | Lewis Askey (GBR)   | 49e              |
| 42               | Cyril Barthe (FRA)  | 81e              |
| 43               | Thibaud Gruel (FRA) | 53e              |
| 44               | Matthew Walls (GBR) | 88e              |
| 45               | Paul Penhoët (FRA)  | 39e              |
| 46               | Rudy Molard (FRA)   | 9e               |
| 47               | Samuel Watson (GBR) | 19e              |

| Intermarché-Wanty IWA | Intermarché-Wanty IWA     | Intermarché-Wanty IWA |
| --------------------- | ------------------------- | --------------------- |
| Num                   | Coureur                   | Pos                   |
| 51                    | Lilian Calmejane (FRA)    | 38e                   |
| 52                    | Rune Herregodts (BEL)     | 31e                   |
| 53                    | Gerben Kuypers (BEL)      | 42e                   |
| 54                    | Madis Mihkels (EST)       | 63e                   |
| 55                    | Dion Smith (NZL)          | 29e                   |
| 56                    | Lorenzo Rota (ITA)        | 24e                   |
| 57                    | Baptiste Planckaert (BEL) | 94e                   |

| Lidl-Trek LTK | Lidl-Trek LTK                    | Lidl-Trek LTK |
| ------------- | -------------------------------- | ------------- |
| Num           | Coureur                          | Pos           |
| 61            | Dario Cataldo (ITA)              | 89e           |
| 62            | Juan Pedro López (ESP)           | 16e           |
| 63            | Cole Kessler (USA)               | 91e           |
| 64            | Natnael Tesfatsion (ERI) (route) | 8e            |
| 65            | Otto Vergaerde (BEL)             | 71e           |
| 66            | Alex Kirsch (LUX)                | 3e            |
| 67            | Mads Pedersen (DEN)              | 100e          |

| Movistar Team MOV | Movistar Team MOV         | Movistar Team MOV |
| ----------------- | ------------------------- | ----------------- |
| Num               | Coureur                   | Pos               |
| 71                | Jon Barrenetxea (ESP)     | 17e               |
| 72                | Carlos Canal (ESP)        | 7e                |
| 73                | Iván García Cortina (ESP) | 46e               |
| 74                | Johan Jacobs (SUI)        | 73e               |
| 75                | Gonzalo Serrano (ESP)     | 51e               |
| 76                | Lorenzo Milesi (ITA)      | 64e               |

| Team Visma \| Lease a Bike TVL | Team Visma \| Lease a Bike TVL | Team Visma \| Lease a Bike TVL |
| ------------------------------ | ------------------------------ | ------------------------------ |
| Num                            | Coureur                        | Pos                            |
| 81                             | Julien Vermote (BEL)           | 48e                            |
| 82                             | Loe van Belle (NED)            | AB-1                           |
| 83                             | Per Strand Hagenes (NOR)       | 11e                            |
| 84                             | Mick van Dijke (NED)           | 22e                            |
| 87                             | Jesse Kramer (NED)             | 61e                            |

| Bingoal WB BWB | Bingoal WB BWB          | Bingoal WB BWB |
| -------------- | ----------------------- | -------------- |
| Num            | Coureur                 | Pos            |
| 91             | Cériel Desal (BEL)      | 83e            |
| 92             | Floris De Tier (BEL)    | 34e            |
| 93             | Louka Matthys (BEL)     | AB-4           |
| 94             | Johan Meens (BEL)       | 18e            |
| 95             | Michiel Lambrecht (BEL) | 55e            |
| 96             | Luca Van Boven (BEL)    | 23e            |
| 97             | Kenneth Van Rooy (BEL)  | AB-2           |

| Israel-Premier Tech IPT | Israel-Premier Tech IPT   | Israel-Premier Tech IPT |
| ----------------------- | ------------------------- | ----------------------- |
| Num                     | Coureur                   | Pos                     |
| 101                     | Simon Clarke (AUS)        | 6e                      |
| 102                     | Oded Kogut (ISR) (route)  | 96e                     |
| 103                     | Riley Pickrell (CAN)      | 101e                    |
| 104                     | Nick Schultz (AUS)        | 33e                     |
| 105                     | Michael Schwarzmann (GER) | 80e                     |
| 106                     | Corbin Strong (NZL)       | 2e                      |
| 107                     | Dylan Teuns (BEL)         | 10e                     |

| Lotto Dstny LTD | Lotto Dstny LTD          | Lotto Dstny LTD |
| --------------- | ------------------------ | --------------- |
| Num             | Coureur                  | Pos             |
| 111             | Andreas Kron (DEN)       | 37e             |
| 112             | Pascal Eenkhoorn (NED)   | 15e             |
| 113             | Jasper De Buyst (BEL)    | NP-2            |
| 114             | Alec Segaert (BEL)       | 14e             |
| 115             | Liam Slock (BEL)         | 65e             |
| 116             | Jarne Van de Paar (BEL)  | AB-1            |
| 117             | Florian Vermeersch (BEL) | 43e             |

| Team Flanders-Baloise TFB | Team Flanders-Baloise TFB | Team Flanders-Baloise TFB |
| ------------------------- | ------------------------- | ------------------------- |
| Num                       | Coureur                   | Pos                       |
| 121                       | Arno Claeys (BEL)         | AB-2                      |
| 122                       | Alex Colman (BEL)         | 25e                       |
| 123                       | Gilles De Wilde (BEL)     | 72e                       |
| 124                       | Jules Hesters (BEL)       | 79e                       |
| 125                       | Yentl Vandevelde (BEL)    | 76e                       |
| 126                       | Ward Vanhoof (BEL)        | 27e                       |
| 127                       | Victor Vercouillie (BEL)  | 98e                       |

| TotalEnergies TEN | TotalEnergies TEN       | TotalEnergies TEN |
| ----------------- | ----------------------- | ----------------- |
| Num               | Coureur                 | Pos               |
| 131               | Thomas Bonnet (FRA)     | 70e               |
| 132               | Fabien Doubey (FRA)     | 26e               |
| 133               | Émilien Jeannière (FRA) | 41e               |
| 134               | Lorrenzo Manzin (FRA)   | 69e               |
| 135               | Julien Simon (FRA)      | 56e               |
| 136               | Geoffrey Soupe (FRA)    | 95e               |
| 137               | Dries Van Gestel (BEL)  | 78e               |

| Tudor Pro Cycling Team TUD | Tudor Pro Cycling Team TUD   | Tudor Pro Cycling Team TUD |
| -------------------------- | ---------------------------- | -------------------------- |
| Num                        | Coureur                      | Pos                        |
| 141                        | Tom Bohli (SUI)              | 92e                        |
| 142                        | Alberto Dainese (ITA)        | 82e                        |
| 143                        | Jacob Eriksson (SWE) (route) | AB-5                       |
| 144                        | Lucas Eriksson (SWE)         | 59e                        |
| 145                        | Arthur Kluckers (LUX)        | AB-5                       |
| 146                        | Marius Mayrhofer (GER)       | AB-5                       |
| 147                        | Matteo Trentin (ITA)         | 1er                        |

| Uno-X Mobility UXM | Uno-X Mobility UXM             | Uno-X Mobility UXM |
| ------------------ | ------------------------------ | ------------------ |
| Num                | Coureur                        | Pos                |
| 151                | Fredrik Dversnes (NOR)         | 13e                |
| 152                | Markus Hoelgaard (NOR) (route) | 30e                |
| 153                | William Blume Levy (DEN)       | 97e                |
| 154                | Jonas Iversby Hvideberg (NOR)  | 66e                |
| 155                | Sakarias Koller Løland (NOR)   | 47e                |
| 156                | Anders Skaarseth (NOR)         | 52e                |
| 157                | Erik Nordsæter Resell (NOR)    |                    |

| Baloise Trek Lions TBL | Baloise Trek Lions TBL  | Baloise Trek Lions TBL |
| ---------------------- | ----------------------- | ---------------------- |
| Num                    | Coureur                 | Pos                    |
| 161                    | Lars van der Haar (NED) | 77e                    |
| 162                    | David Haverdings (NED)  | 68e                    |
| 163                    | Pim Ronhaar (NED)       | 36e                    |
| 164                    | Ward Huybs (BEL)        | AB-4                   |
| 165                    | Olivier Godfroid (BEL)  | AB-5                   |
| 166                    | Maarten Verheyen (BEL)  | AB-4                   |
| 167                    | Dietmar Ledegen (BEL)   | DQ-3                   |

| Pauwels Sauzen-Bingoal PSB | Pauwels Sauzen-Bingoal PSB   | Pauwels Sauzen-Bingoal PSB |
| -------------------------- | ---------------------------- | -------------------------- |
| Num                        | Coureur                      | Pos                        |
| 171                        | Eli Iserbyt (BEL)            | 50e                        |
| 172                        | Michael Vanthourenhout (BEL) | 40e                        |
| 173                        | Kay De Bruyckere (BEL)       | NP-2                       |
| 177                        | Yorben Lauryssen (BEL)       | 93e                        |